# Ciencia y tecnología en Estados Unidos
La ciencia y la tecnología en Estados Unidos tienen una larga historia, y han producido muchas figuras y desarrollos importantes en el campo. Los Estados Unidos de América nacieron alrededor de la Era de la Ilustración (1685 a 1815), una era en la filosofía occidental en la que escritores y pensadores, rechazando las supersticiones percibidas del pasado, optaron por enfatizar la vida intelectual, científica y cultural, centrado en el siglo XVII, en el que se defendía la razón como la fuente principal de legitimidad y autoridad. Los filósofos de la Ilustración imaginaron una "república de la ciencia", donde las ideas se intercambiarían libremente y el conocimiento útil mejoraría la vida de todos los ciudadanos.
La propia Constitución de los Estados Unidos refleja el deseo de alentar la creatividad científica. Otorga al Congreso de los Estados Unidos el poder "para promover el progreso de la ciencia y las artes útiles, garantizando por tiempo limitado a los autores e inventores el derecho exclusivo sobre sus respectivos escritos y descubrimientos". Esta cláusula fue la base de las leyes de patentes de Estados Unidos y del sistema de los derechos de autoría de Estados Unidos, a través de los cuales los creadores de trabajos originales y de tecnología obtenían un monopolio otorgado por el gobierno, que después de un limitado periodo de tiempo se convertiría en libre para todos los ciudadanos, enriqueciendo así el dominio público.

## Inicios de la ciencia en Estados Unidos
En las primeras décadas de su historia, Estados Unidos estuvo prácticamente aislada de Europa y pasó por un periodo de pobreza. En esta etapa, la infraestructura científica en Estados Unidos era bastante primitiva comparada con las sociedades, institutos y universidades establecidas hace tiempo en Europa.
Dos de los padres fundadores de Estados Unidos eran científicos con cierta reputación. Benjamin Franklin realizó una serie de experimentos que profundizaron la comprensión de la electricidad. Entre otras cosas, probó lo que había estado bajo sospecha pero nunca antes había sido probado: que el rayo es una forma de electricidad. Frankling también inventó los anteojos bifocales.
Thomas Jefferson (1743-1826), estuvo dentro de los líderes más influyentes en los inicios de Estados Unidos; durante la Revolución norteamericana (1775-83), Jefferson trabajó en la legislatura de Virginia, el Congreso Continental, fue gobernador de Virginia, luego fue ministro en Francia, secretario de estado, vicepresidente bajo la presidencia de John Adams (1735-1826), autor de la declaratoria de Independencia y fue también el tercer presidente de Estados Unidos de América. Durante sus dos periodos en la presidencia (1801-1809), Estados Unidos obtuvo el territorio de Luisiana y Lewis y Clark exploraron la vasta adquisición. Después de finalizar su presidencia, se retiró a su plantación en Virginia, Monticello, y contribuyó al desarrollo de la Universidad de Virginia. Jefferson también estudió agricultura e introdujo varias especies de arroz, olivos, y pasturas al Nuevo Mundo. Enfatizó el aspecto científico de la expedición de Lewis y Clark (1804-06), que exploró el Pacífico noroeste, y fue la expedición que tuvo como legado el detalle de información sistemática de las plantas y animales de la región.

## Ciencias aplicadas

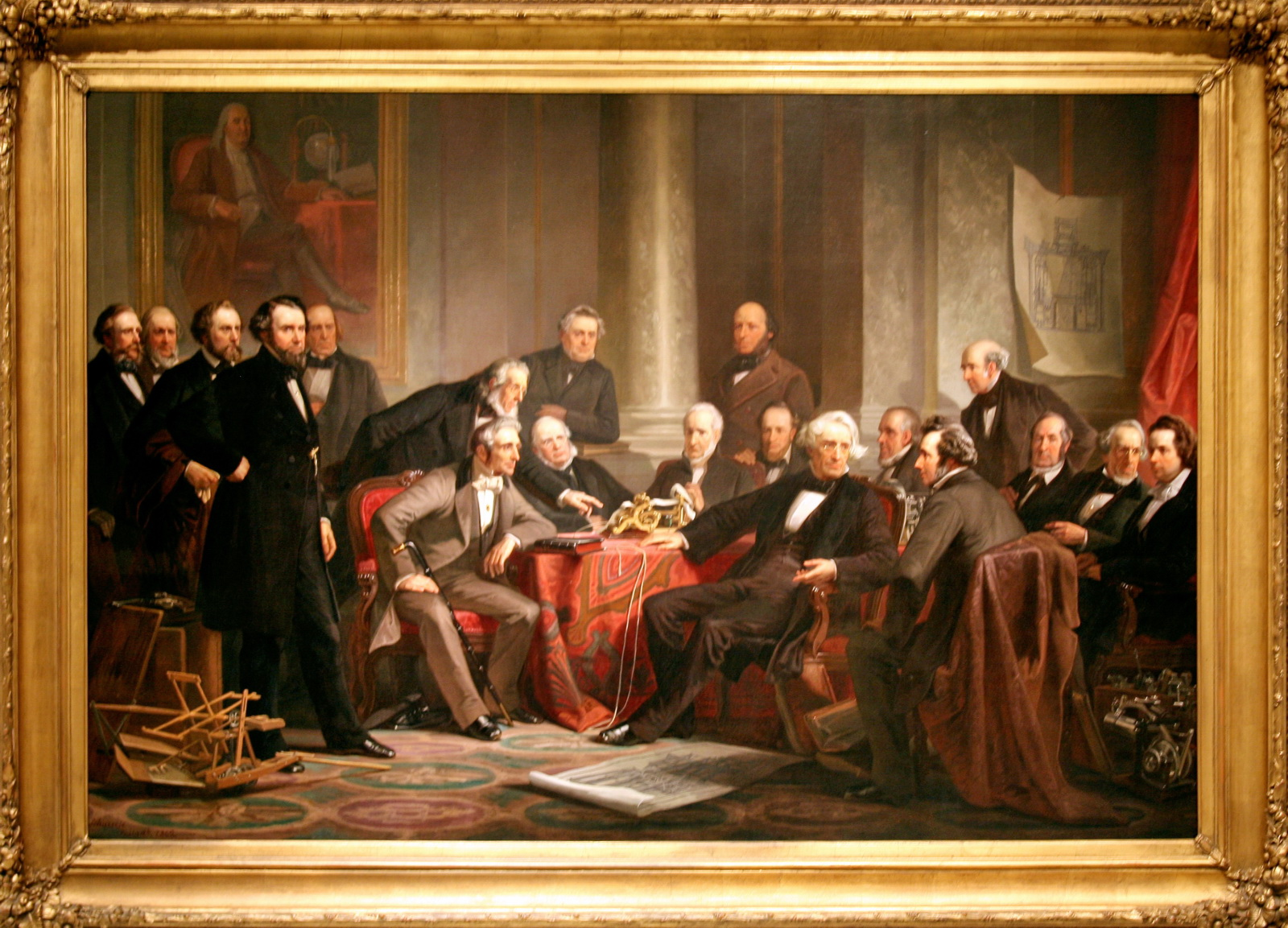
Hombres de Progreso, representando a los inventores estadounidenses del, 1857

Durante el siglo XIX, el Reino Unido, Francia, y Alemania fueron los líderes de las ideas nuevas en ciencias y matemáticas. Pero si bien en los Estados Unidos no se desarrollaron las formulaciones teóricas, fue allí donde se comenzó a utilizar la teoría para solucionar problemas a través de las ciencias aplicadas. Esta tradición nació de la necesidad porque los estadounidenses vivían tan lejos de la ciencia occidental y manufacturera, que tenían que recurrir a su propia forma de hacer las cosas. Cuando los estadounidense combinaron su conocimiento teórico con la ingenuidad yanki, el resultado fue una serie de inventos importantes. Los grandes inventores estadounidenses incluyen Robert Fulton (el barco a vapor); Samuel Morse (el telégrafo); Eli Whitney (la desmotadora de algodón); Cyrus McCormick (la segadora); y Thomas Alva Edison, el más próspero inventor de ellos, con más de mil inventos acreditados.

## La era atómica y la "Gran Ciencia"

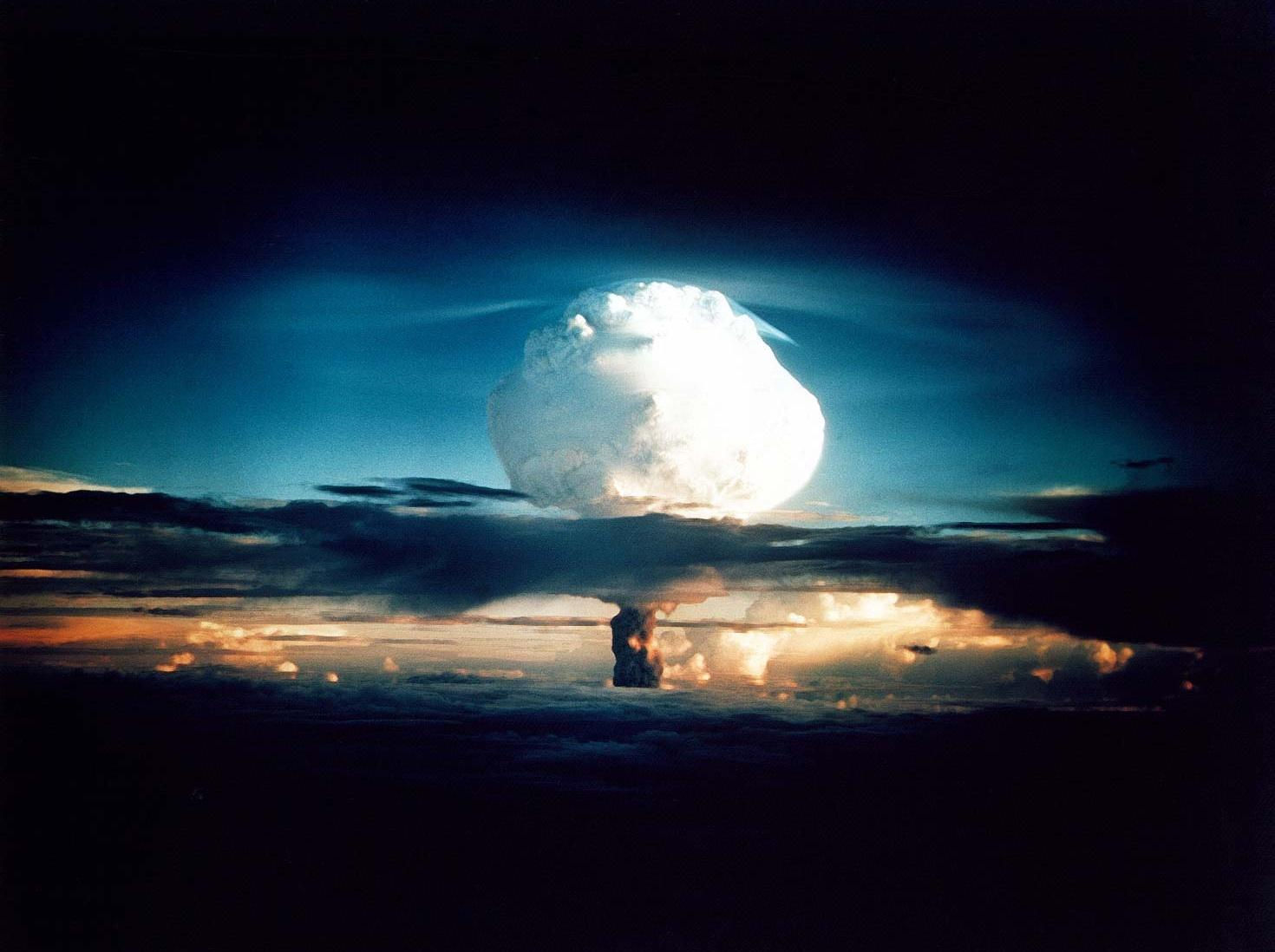
La nube de hongos de la bomba atómica Mike, desarrollada por la Comisión de Energía Atómica de Estados Unidos

Uno de los logros más espectaculares y controversiales de la tecnología de Estados Unidos ha sido el desarrollo de la energía nuclear. Los conceptos que llevaron a la división del átomo fueron desarrollados por científicos de varios países, pero la conversión de estas ideas en una realidad de fisión nuclear fue lograda por Estados Unidos a principios de la década de 1940, por parte de muchos estadounidense y por parte de la ayuda del influjo de intelectuales europeos huyendo de las fuerzas de Adolfo Hitler y Benito Mussolini en Europa.
Durante estos años, un número de prominentes científicos europeos, especialmente físicos, inmigraron a Estados Unidos, donde realizaron sus trabajos más importantes, incluyendo Hans Bethe, Albert Einstein, Enrico Fermi, Leó Szilárd, Edward Teller, Felix Bloch, Emilio Segrè, y Eugene Wigner, entre otros. Los académicos estadounidenses buscaron puestos en los laboratorios y en las universidades para sus colegas europeos.
El desarrollo de la bomba nuclear y su uso contra Japón en agosto de 1945 dio inicio a la Era atómica, un tiempo de ansiedad por las armas de destrucción masiva que ha perdurado en la Guerra Fría y en los esfuerzos de proliferación nuclear. La Era atómica también ha estado caracterizada por el uso pacífico de la energía nuclear, como en el caso de los avances de la medicina nuclear.

## Telecomunicaciones y tecnología
Estados Unidos ha sido fundamental en los avances en las telecomunicaciones y la tecnología. Por ejemplo, los laboratorios de Bell de la compañía AT&T expandió la revolución industrial estadounidense con una serie de inventos incluyendo el led, el transistor, el sistema operativo UNIX y el lenguaje de programación C.
SRI International y Xerox PARC en Silicon Valley contribuyó al nacimiento de la industria de la computadora personal mientras que la Agencia de Proyectos de Investigación Avanzada de Defensa ARPA, y la NASA propiciaron el desarrollo de ARPANET y de Internet.
Herman Hollerith fue un ingeniero de 30 años de edad que trabajó en su juventud como profesor y se dio cuenta de la necesidad de mejorar el sistema de censo del gobierno de Estados Unidos. El resultado de años de trabajo fue un sistema de tarjetas que fue tan efectivo que disminuyó a la mitad el tiempo de realización del censo. Comenzó con la Tabulating Machine Company. En 1960, el nombre de la compañía fue cambiado a International Business Machine IBM, dominando el negocio de la informática. La compañía revolucionó la industria introduciendo la primera familia de computadoras comprensible, fácil de usar para cualquier persona, (the System/360), lo que causó que muchos de sus competidores se unieran a ella o fueran a bancarrota, dejando a IBM en una posición más dominante. IBM es conocida por varios inventos tales como el disquete, introducido en 1971, las máquinas registradoras de supermercados, y la introducción en 1973 de la IBM 3614 Consumer Transaction Facility para transacciones monetarias de clientes, una versión antigua de los cajeros automáticos.

## La "conquista del espacio"

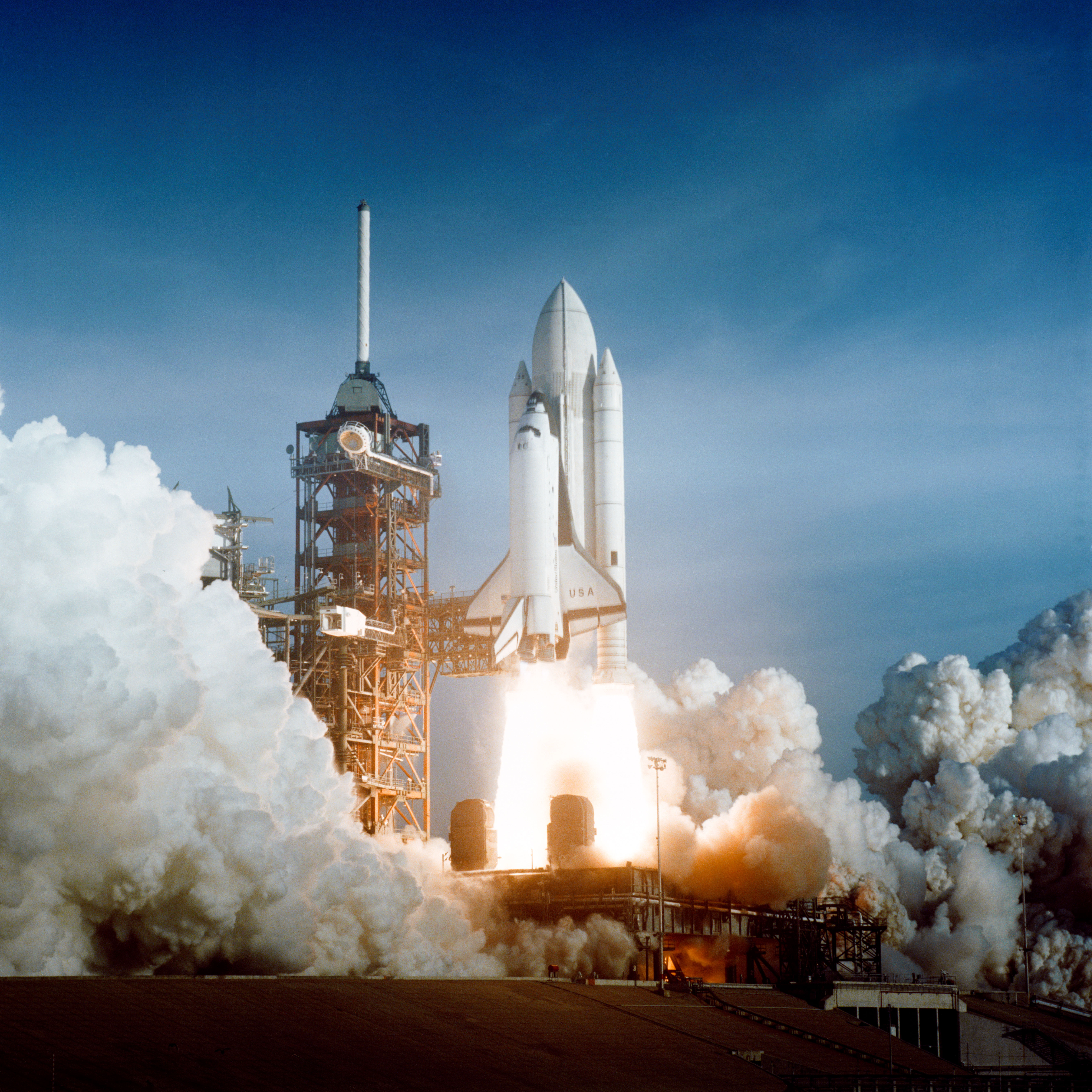
La misión Columbia despega en una misión al espacio.

Casi en paralelo con la Era atómica, tiene lugar la Era del espacio. El estadounidense Robert Goddard fue uno de los primeros científicos en experimentar con los sistemas de propulsión de cohetes. En su pequeño laboratorio en Worcester, Massachusetts, Goddard trabajó con oxígeno líquido y gasolina para propulsar cohetes a la atmósfera terrestre, y en 1926 disparó con éxito el primer cohete por primera vez en el mundo alcanzando una altura de 12.5 metros. En los 10 años siguientes, los cohetes de Goddard alcanzaron altitudes de 2 kilómetros, y el interés por los cohetes se incrementó en Estados Unidos, Reino Unido, Alemania y la Unión Soviética.
Wsderfgt

## Medicina y cuidado de la salud
Como en el caso de la física y la química, los estadounidenses han dominado el Premio Nobel de fisiología o medicina desde la Segunda Guerra Mundial. El sector privado ha sido el foco de la investigación biomédica en Estados Unidos, y ha jugado un rol fundamental en su desarrollo.
Maurice Hilleman, un virólogo estadounidense, es recordado por haber desarrollado más de 40 vacunas, creando así un importante récord en el campo de la medicina. Fue responsable de su contribución a la creación de vacunas contra la gripe asiática de 1957, que estalló en Guizhou y la gripe de Hong Kong de 1968, contribuyendo a la preparación y distribución de dosis de vacunas que salvaron el mundo. Fue responsable de la creación de vacunas contra el sarampión, las paperas, la hepatitis A, la hepatitis B, la varicela, Neisseria meningitidis, Streptococcus pneumoniae y Haemophilus influenzae. El ejército de los EE. UU. le concedió la Medalla por Servicio Distinguido por su importante trabajo..
A partir del año 2000, la industria con fines de lucro financió el 57%, las organizaciones privadas sin fines de lucro financiaron el 7% y los Institutos Nacionales de la Salud (NIH) basada en impuestos financió el 36 % de la investigación médica en Estados Unidos. Sin embargo, en 2003, la NIH financió solamente el 28% de la investigación médica; la financiación de la industria privada de la investigación médica se incrementó un 102 % de 1994 a 2003.